# Confederação Brasileira de Futebol
Confederação Brasileira de Futebol (CBF) är Brasiliens fotbollsförbund, bildat 1914. Medlem av Conmebol sedan 1916 och Fifa sedan 1923.
Förbundet bildades den 8 juni 1914 som "Confederação Brasileira de Desportos" (CBD) ("Brasilianska sportkonfederationen"). Dess förste ordförande var Álvaro Zamith. Förbundet anordnar brasilianska nationella tävlingar, som Campeonato Brasileiro de Futebol (alla fyra nivåer) och Copa do Brasil. Delstatsförbunden, som anordnar delstatsmästerskap, är kopplade till CBD. Förbundet kontrollerar även Brasiliens herrlandslag och Brasiliens damlandslag. Det är beläget i kvarteret Barra da Tijuca i Rio de Janeiro, delstaten Rio de Janeiro. Förbundet äger ett träningscenter, Granja Comary, beläget i Teresópolis.
Det meddelades den 29 september 2007 att CBF kommer sparka igång en damliga och en damcup i oktober 2007 efter press från FIFA:s president Sepp Blatter under VM 2007 i Kina.

## Problem i den brasilianska fotbollen
Brasilien fortsätter visserligen att producera världsspelare på löpande band men bakom den vackra fasaden har den inhemska fotbollen stora problem. 
Den bristfälliga organisationen av den inhemska fotbollen är ett problem som präglat brasiliansk fotboll från början ända in i nutid med ett otal regionala och lokala serier vid sidan av den nationella ligan som startade först under 1970-talet. Samtidigt med den bristfälliga organisationen har man väldiga problem med korruption från ledningen i det nationella förbundet (CBF) ner till småklubbarna. Klubbarna styrs i regel av mäktiga politiska pampar, Cartolas som utnyttjar klubbarna för sina egna syften och som ofta har en allt annan än fläckfri bakgrund. Även högsta ledningen i förbundet med ordföranden Ricardo Terra Teixeira i spetsen har genom åren varit indragen i rad oegentligheter av framförallt ekonomisk natur. Till exempel ska motsvarande flera hundra milj. kr ha försvunnit "spårlöst" ur förbundets kassa.
Seriösa försök görs att rensa upp i korruptionsträsket men många, till exempel författaren Fredrik Ekelund menar i sin bok Sambafotboll att korruptionen i fotbollen bara är en spegelbild av det brasilianska samhället i stort. I ett land som är genomsyrat av korruption, extremt hög brottslighet och väldiga sociala klyftor är det naivt att tro att fotbollen skulle vara en "skyddad ö". Följaktligen är det väldigt svårt att verkligen komma tillrätta med problemen.
Många brasilianare är också oroliga för att ekonomiska intressen får alltför stort inflytande över fotbollen. Kritikerna menar till exempel att förbundet "sålt den brasilianska fotbollssjälen" till sin huvudsponsor, skojätten Nike. Eftersom de stora talangerna numer alltid lämnar landet tidigt för proffsspel i Europa är många brasilianare också oroliga för att standarden på landslaget kommer att sjunka efterhand.

## Ordförande
|     | Namn                      | Ordförandeskap börjar | Ordförandeskap upphör |
| --- | ------------------------- | --------------------- | --------------------- |
| 1.  | Álvaro Zamith             |                       | 4 november 1916       |
| 2.  | Arnaldo Guinle            | 4 november 1916       | 8 januari 1920        |
| 3.  | Ariovisto de Almeida Rego | 8 januari 1920        | 26 april 1921         |
| 4.  | Oswaldo Gomes             | 26 april 1921         | 26 januari 1924       |
| 5.  | Ariovisto de Almeida Rego | 26 januari 1924       | 20 juni 1924          |
| 6.  | Wladimir Bernardes        | 20 juni 1924          | 19 december 1924      |
| 7.  | Oscar Rodrigues da Costa  | 19 december 1924      | 13 oktober 1927       |
| 8.  | Renato Pacheco            | 13 oktober 1927       | 23 september 1933     |
| 9.  | Álvaro Catão              | 23 september 1933     | 5 september 1936      |
| 10. | Luiz Aranha               | 5 september 1936      | 28 januari 1943       |
| 11. | Rivadávia Correa Meyer    | 28 januari 1943       | 14 januari 1955       |
| 12. | Sylvio Correa Pacheco     | 14 januari 1955       | 14 januari 1958       |
| 13. | João Havelange            | 14 januari 1958       | 10 januari 1975       |
| 14. | Heleno de Barros Nunes    | 10 januari 1975       | 18 januari 1980       |
| 15. | Giulite Coutinho          | 18 januari 1980       | 17 januari 1986       |
| 16. | Otávio Pinto Guimarães    | 17 januari 1986       | 16 januari 1989       |
| 17. | Ricardo Terra Teixeira    | 16 januari 1989       | Januari 2014          |